# Примарне золото
«Примарне золото» (англ. Haunted Gold) — докодексовий вестерн режисера Мака В. Райта з Джоном Вейном у головній ролі. Це ремейк фільму 1928 року «Місто-привид» з Кеном Мейнардом та його конем Тарзаном у головних ролях.
Знятий у 1932 році, за два роки до впровадження Кодекса Гейза, фільм містить декілька кілька расистських реплік по відношенню до чорношкірого персонажа Кларенса Брауна, якого грає Блу Вашингтон.

## Сюжет
Джон Мейсон та Джанет Картер отримують анонімного листа, в якому їх запрошують навідатись у місто-привид. Діставшись міста, вони незабаром стають мішенню Джо Райана та його банди, які шукають приховане золото в покинутій шахті цього міста.

## У ролях
- Джон Вейн — Джон Мейсон
- Шейла Террі — Джанет Картер
- Гаррі Вудс — Джо Райана
- Ервіл Олдерсон — Том Бенедикт
- Отто Гофман — слуга Бенедикта
- Марта Меттокс — місіс Герман
- Блу Вашингтон — Кларенс Браун
- Дюк — кінь Джона Вейна